# 埼玉県道・東京都道219号狭山下宮寺線
埼玉県道・東京都道219号狭山下宮寺線（さいたまけんどう・とうきょうとどう219ごう さやました みやでらせん）は、東京都西多摩郡瑞穂町から埼玉県入間市に至る都道府県道である。

## 路線データ
- 起点：西多摩郡瑞穂町大字駒形富士山 国道16号 富士山交差点[1]
- 終点：埼玉県入間市大字宮寺 国道16号交点（宮寺（南）交差点）
- 総距離：2,914m

## 通過する自治体

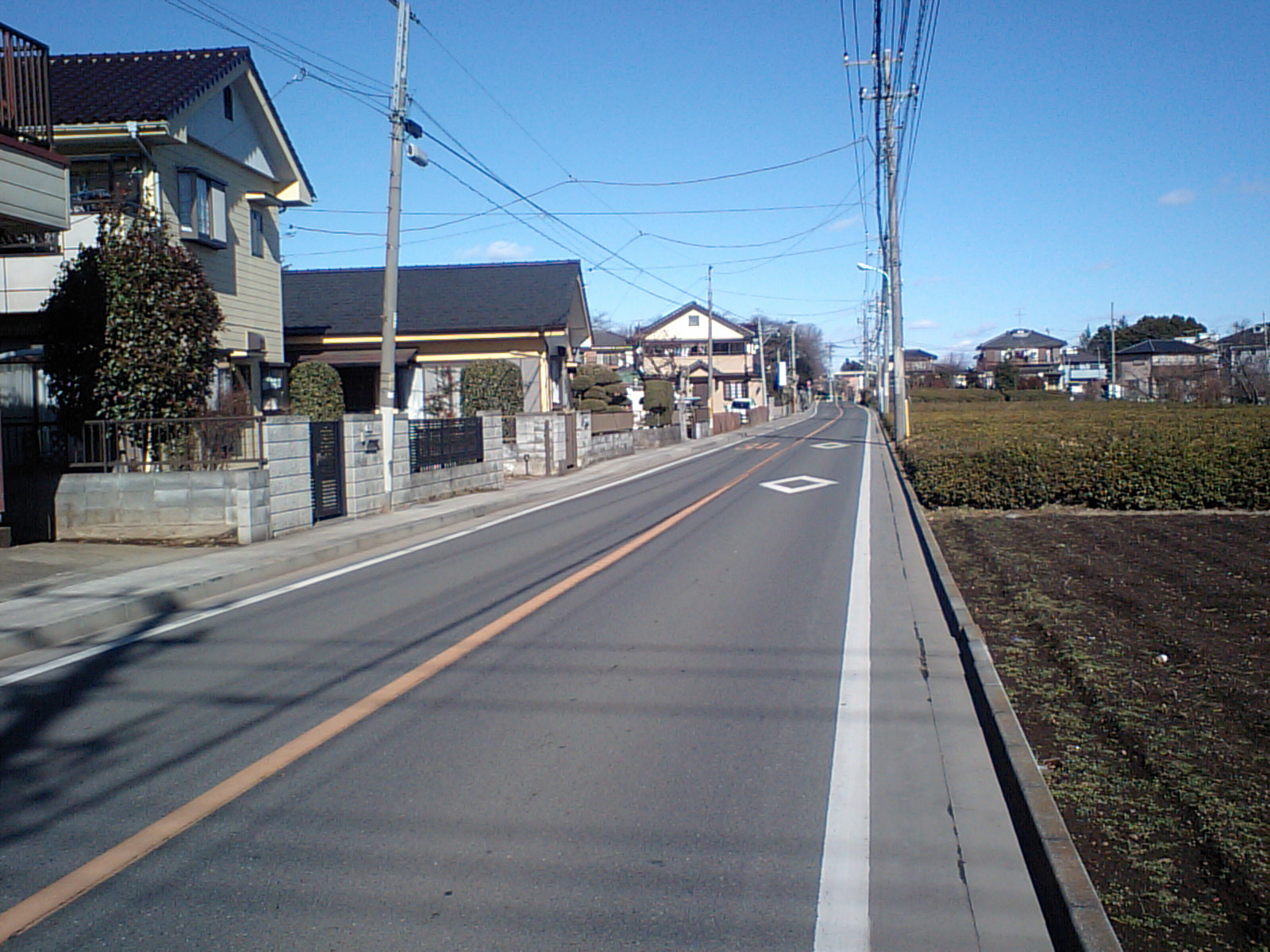
瑞穂町駒形富士山付近

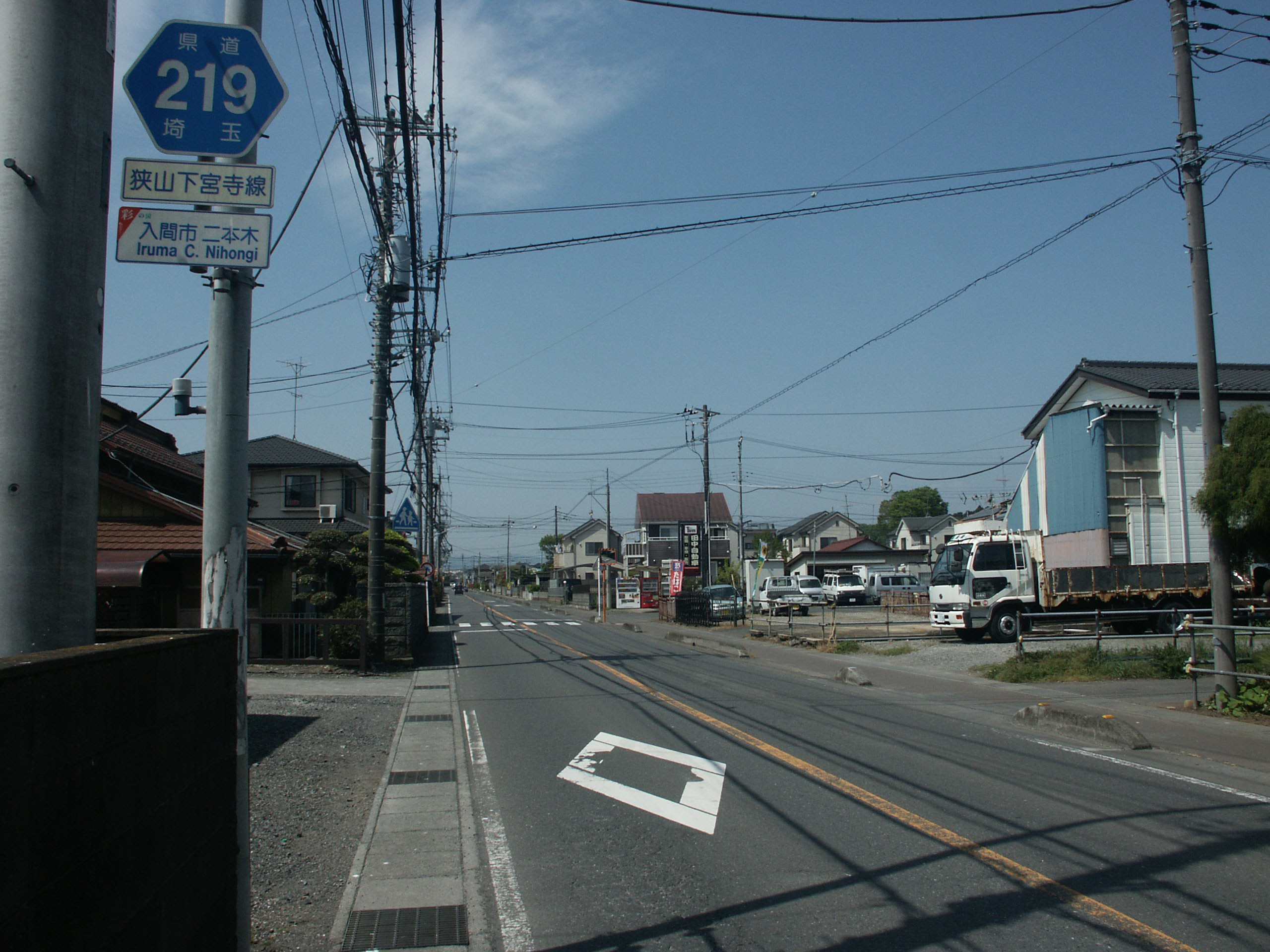
入間市宮寺付近

- 東京都
  - 西多摩郡瑞穂町
- 埼玉県
  - 入間市

## 交差・接続している道路
- 国道16号「富士山交差点」（東京都）
- 東京都道179号所沢青梅線「瑞穂二本木交差点」（東京都）
- 国道16号「宮寺（南）交差点」（埼玉県）

## 沿道状況
国道16号交点の起点から歩道も狭い2車線の区間となるが、トラックや路線バスなど大型車の交通量が多い。都道179号（青梅・所沢方面）との交差点以北は歩道もなくなる。市道（青梅インター・飯能方面）との交差点で屈折し、国道16号方面に向ける。その先で国道16号と接続し終点となる。

## 歴史
全区間がかつての千人同心街道の一部である。現在の瑞穂町立瑞穂第三小学校〜埼玉県道・東京都道179号所沢青梅線（かつては所沢道と言われていた）付近に二本木宿があったとされる。